# Alfried Krupp Krankenhaus Rüttenscheid
Das Alfried Krupp Krankenhaus im Essener Stadtteil Rüttenscheid wurde auf Initiative der Alfried Krupp von Bohlen und Halbach-Stiftung im Jahre 1980 neu errichtet, die heute Eigentümerin ist. Die Klinik ist zudem ein Akademisches Lehrkrankenhaus der Universität Duisburg-Essen. Ihre Entwicklung aus der Geschichte der Firma Krupp heraus ist stadtgeschichtlich bedeutend und heute Bestandteil der Themenroute 5 der Route der Industriekultur.

## Geschichte

### Erstes Lazarett

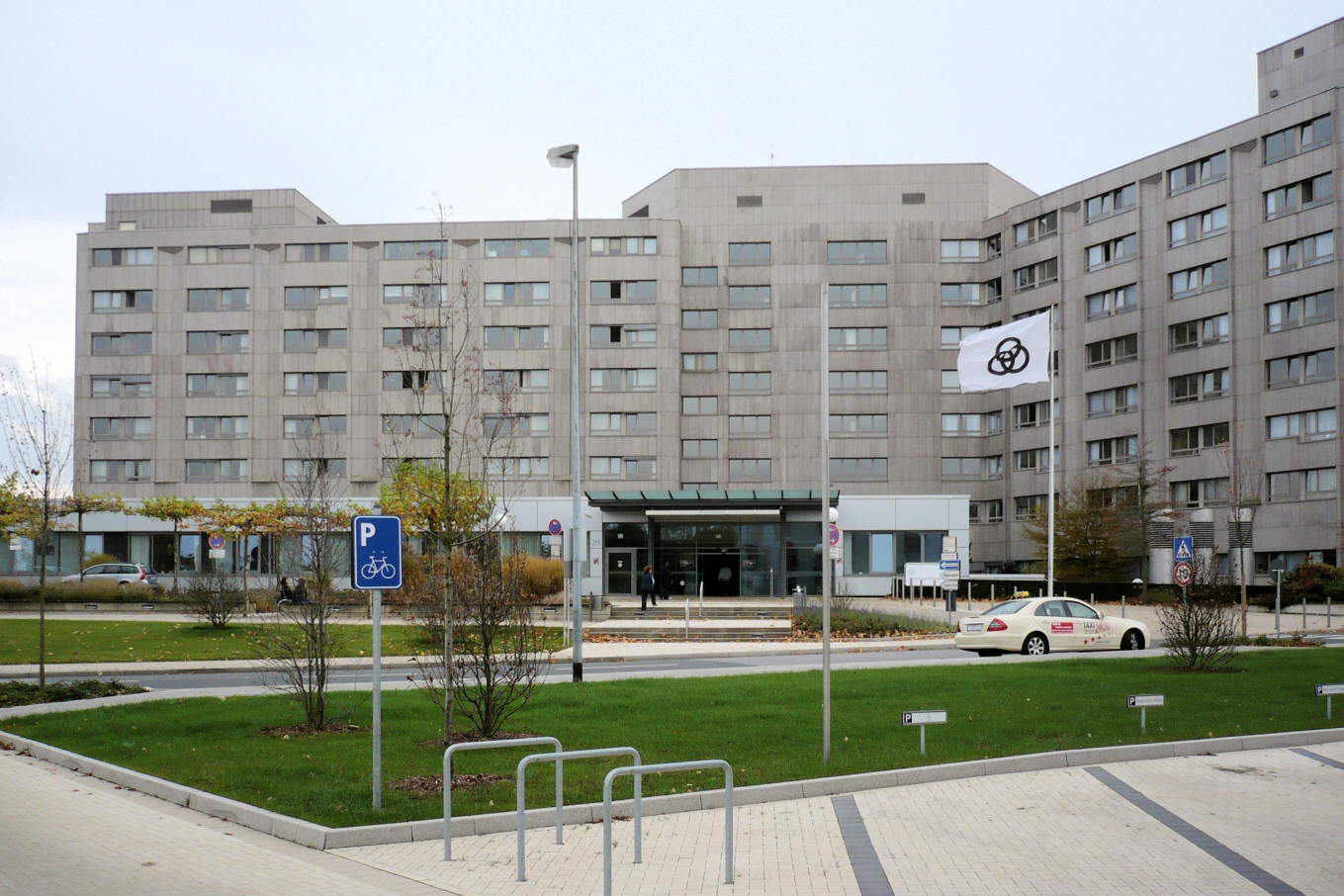
Alfried Krupp Krankenhaus, Rüttenscheid

Durch die beiden bisherigen Krankenhäuser der schnell wachsenden Industriestadt Essen (Huyssens-Stiftung und Elisabeth-Krankenhaus) konnten nicht mehr alle Verwundeten behandelt werden. Deshalb ließ Alfred Krupp bereits im Sommer 1870, zur Zeit des Deutsch-Französischen Krieges (1870/1871), gleich neben der Gussstahlfabrik in einem Arbeiterwohnheim ein einfaches Krankenhaus für seine Belegschaft einrichten, in der es ebenfalls Verwundete gab. Zudem gab es durch den Krieg eine noch höhere Anzahl an Infektionen und Krankheiten. Gleichzeitig entstand auf seine Initiative hin ein Barackenlazarett mit etwa 100 Betten ganz in der Nähe, an der heutigen Lazarettstraße. Es war im November 1870 in Betrieb gegangen und bestand aus drei parallel angeordneten Gebäuden nach Vorbild der Lazarettbaracken des amerikanischen Bürgerkriegs. Darin war je ein langgestreckter Krankensaal für 34 Patienten, für die es zusammen einen Rauch- und einen Speisesaal gab. Zu den drei Gebäuden gehörten das Pförtnerhaus, Verwaltungsgebäude und ein Waschhaus. Am 16. November 1870 war das Barackenlazarett erstmals voll belegt.

### Krupp-Krankenanstalten und Erholungshaus
Offiziell erhielt die Firma Krupp, die spätere Friedrich Krupp AG, 1872 von der Preußischen Regierung die Konzession zum Betrieb eines Krankenhauses für die Arbeiter der Gussstahlfabrik in den Gebäuden des ehemaligen Lazaretts. Am 22. Dezember 1886 wurde die Konzession einer erweiterten Krankenanstalt für Frauen und Kinder erteilt. Am 12. Februar des folgenden Jahres wurde ein Vertrag zwischen der Genossenschaft der Barmherzigen Schwestern und der Firma Krupp über Pflege von Frauen und Kindern geschlossen, für die kurz darauf zwei Pavillons mit 52 Betten errichtet wurden. Bald erhielt das Krankenhaus nach und nach ein Heilbad, eine Chirurgie und 1896 bereits einen Röntgenapparat. Erst ein Jahr zuvor hatte Wilhelm Conrad Röntgen die später nach ihm benannte Röntgenstrahlung entdeckt.
1897 ließ Friedrich Alfred Krupp zusätzlich zu dem Werkskrankenhaus ein Erholungshaus für Genesende an der seit dieser Zeit errichteten Siedlung Altenhof, nahe der noch heute erhaltenen Pfründnerhäuser errichten. Mit Zustimmung der Kaiserin Viktoria trug es den Namen Kaiserin-Auguste-Viktoria-Erholungshaus. Im Februar 1906 stiftete Margarethe Krupp für die Erweiterung des Erholungshauses eine Million Mark, so dass auch hier Frauen und Kinder aufgenommen wurden. Die ehemalige Gemeindeschule an der Lazarettstraße, unweit der dortigen Krankenanstalten, wurde 1907 angekauft und für Krankenhauszwecke umgebaut. 1908 entstand ein modernisiertes Operationshaus nach neuesten Erkenntnissen. 1912 wurde am Altenhof das Arnoldhaus als Wöchnerinnenklinik errichtet. Ab 1914 gab es ein Heilbad mit elektrischen Bädern und Radium-Behandlung.
1920 entstanden die Krupp-Krankenanstalten als Zusammenschluss der Krankenhausgebäude in der Lazarettstraße und der Wöchnerinnenklinik am Altenhof. Von nun an dienten diese Krankenanstalten auch Nicht-Werksangehörigen. Die ehemalige katholische Kapelle der alten Krupp-Siedlung Altenhof ist heute die wieder errichtete Krankenhauskapelle. Ein Jahr später wurden das Frauenerholungshaus am Altenhof sowie andere Erholungsgebäude in Reservelazarette umgewandelt, da im Ersten Weltkrieg nicht mehr genug Platz für Verwundete in den Essener Krankenhäusern vorhanden war. 1928 richtete man eine zentral steuerbare elektrische Versorgung der Krankenhausgebäude ein. 1937 erhielt die Krankenanstalt an der Lazarettstraße ein neues Verwaltungsgebäude, das heute mit dem Torhaus noch in Teilen erhalten ist.

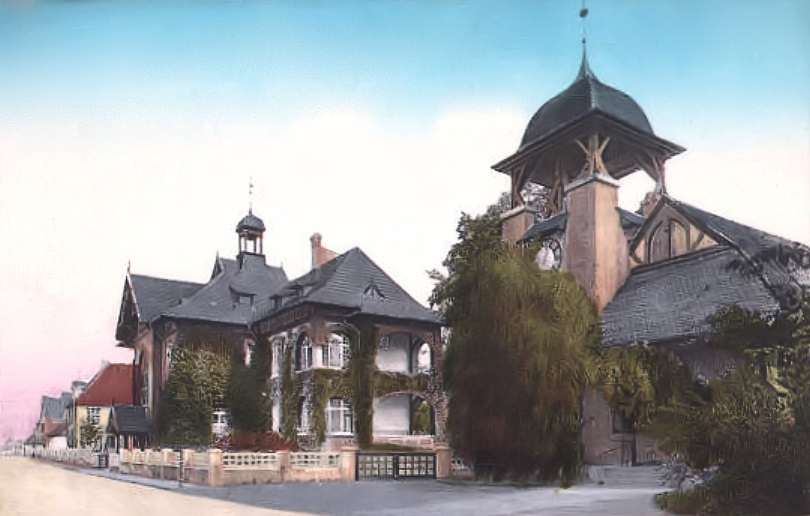
Kaiserin Auguste Viktoria Erholungshaus mit kath. Kirche (heute Krankenhauskapelle) im Altenhof um 1915
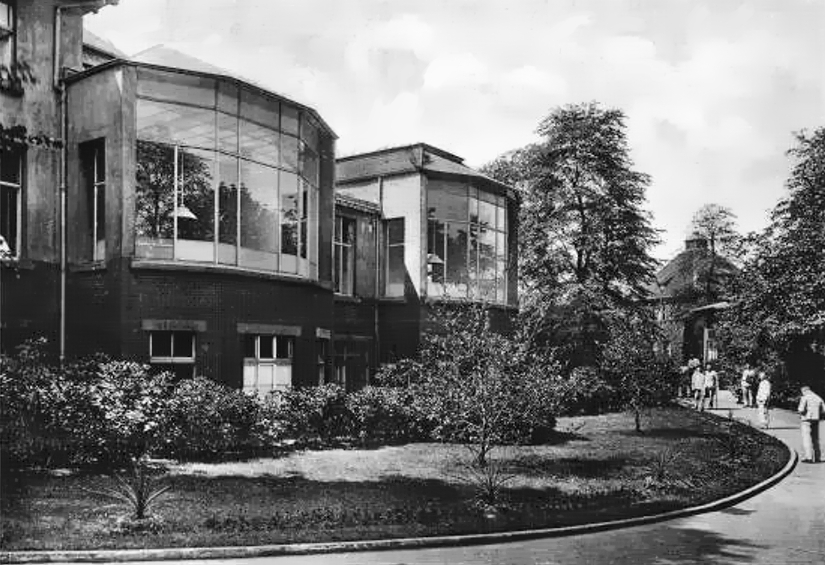
Operationshaus des Krupp-Krankenhauses an der Lazarettstraße um 1929
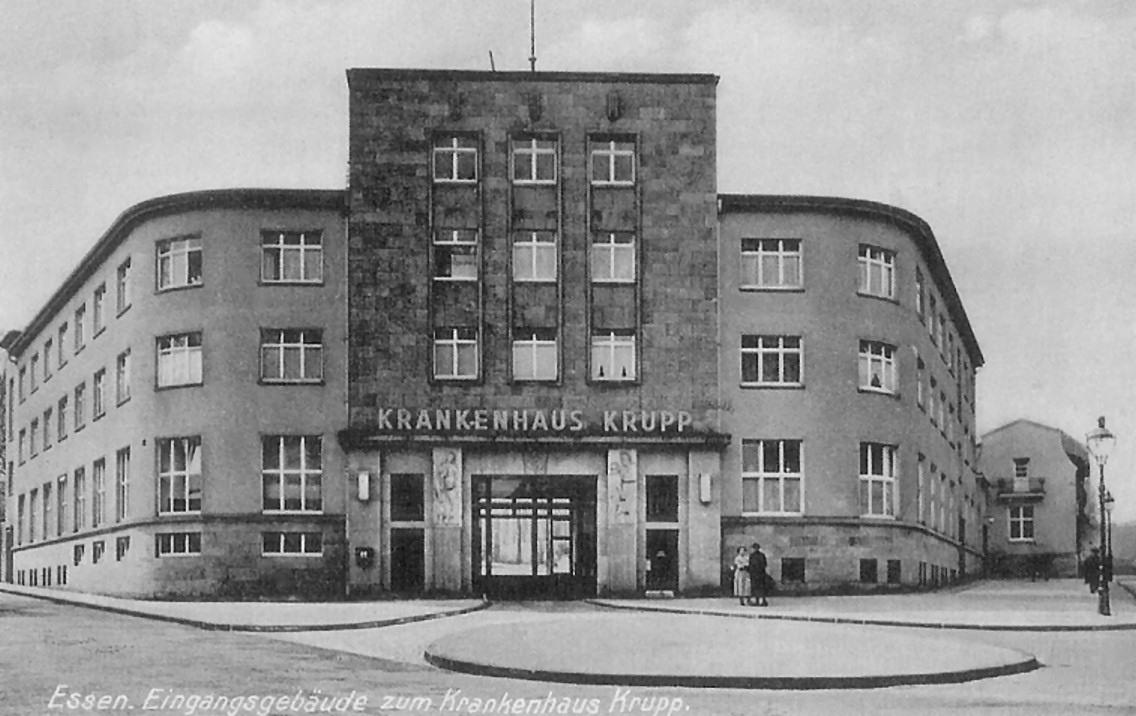
Torhaus an der Lazarettstraße, 1937 durch Emil Jung errichtet
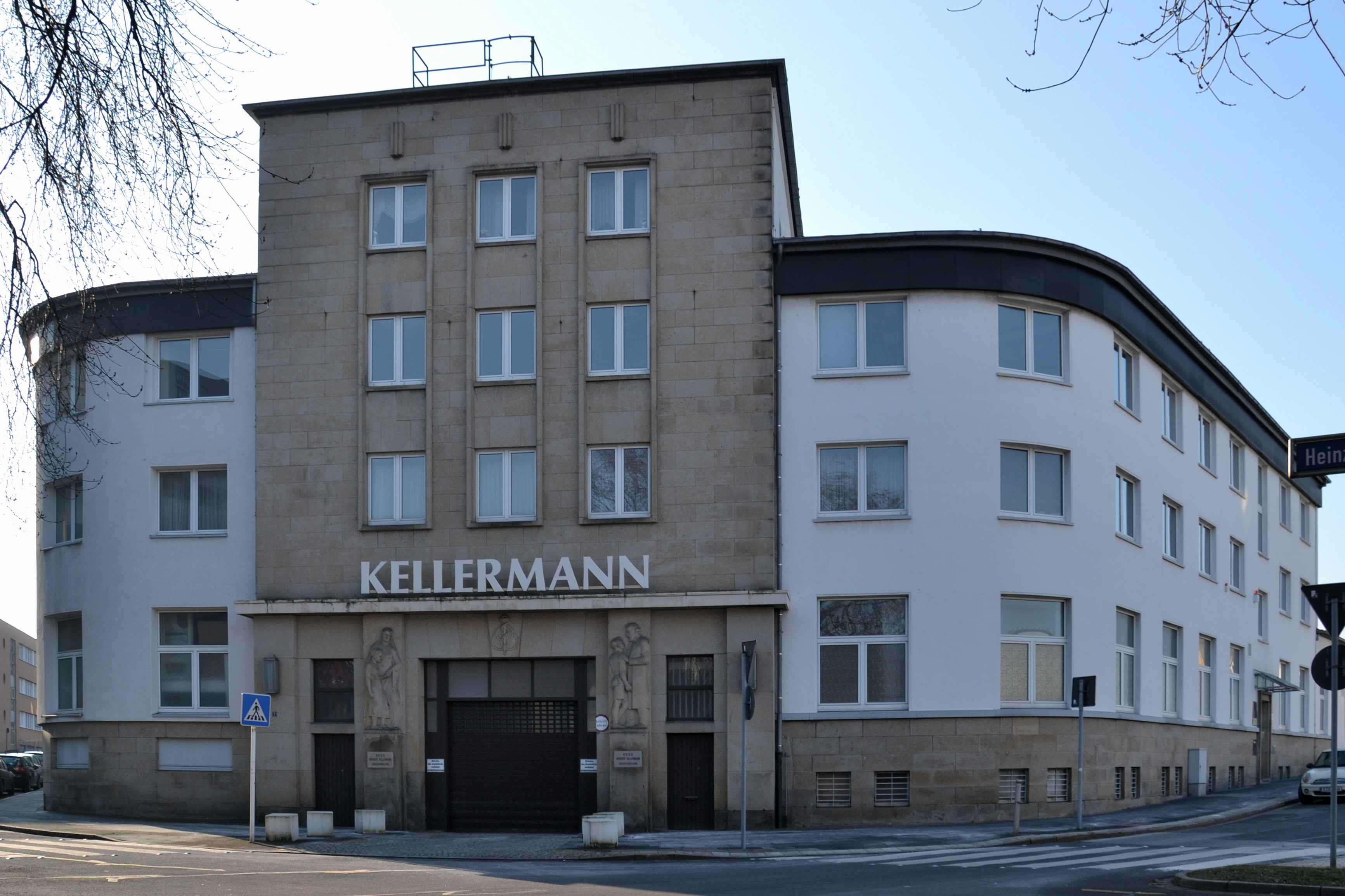
Torhaus an der Lazarettstraße 2012
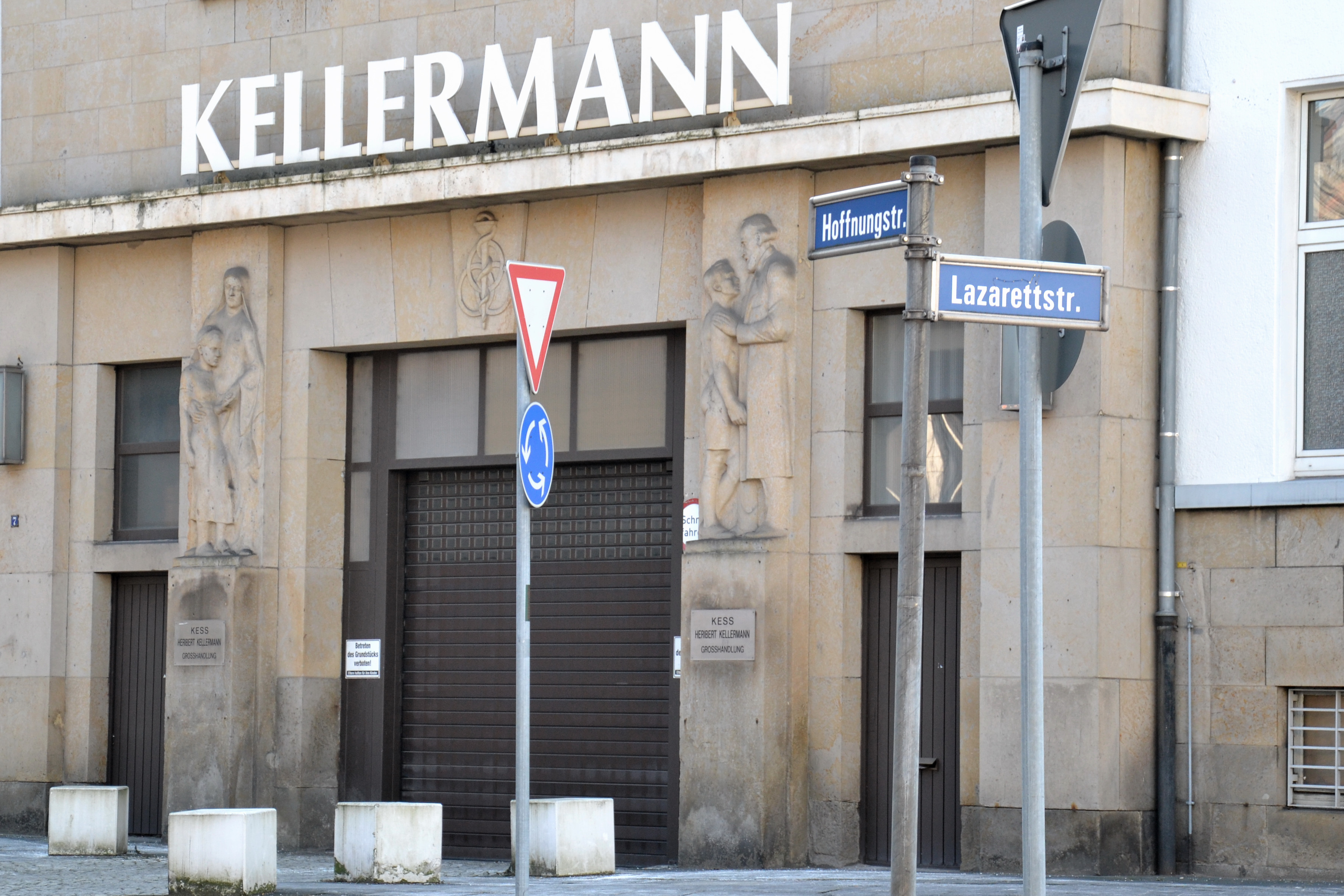
Reliefs am Torhaus, mittig der Äskulapstab mit den drei Kruppschen Ringen

### Zweiter Weltkrieg und die Folgen
Im Zweiten Weltkrieg mussten die Krupp-Krankenanstalten in die Essener Innenstadt umziehen (nördlich der Hachestraße, zwischen Hindenburgstraße und Hauptpost), denn durch Luftangriffe der Alliierten 1944 auf die benachbarte Gussstahlfabrik, die viele Rüstungsgüter herstellte, wurde das Krankenhaus an der Lazarettstraße ausgebombt und konnte nicht mehr wiederaufgebaut werden. Die ebenfalls teils schwer beschädigten Erholungshäuser im Altenhof dienten während des Krieges ebenfalls als Behelfslazarette und konnten wiederaufgebaut bzw. renoviert werden. Vor dem Krieg zählten die gesamten Krupp-Krankenanstalten über 1200 Betten, 1945 waren es noch etwa 100.
In den Nachkriegsjahren konnte nicht mehr als ein behelfsmäßiger Betrieb aufrechterhalten werden, da die medizinische Ausrüstung und Hygiene nicht mehr den modernen Anforderungen gewachsen waren. Noch vor der Währungsreform 1948 wurden 1,97 Millionen Reichsmark in den Wiederaufbau gesteckt. Im Altenhof befanden sich nun in parkähnlicher Umgebung mehr als zwanzig Fachwerkhäuser, teils aus den ehemaligen Erholungshäusern wiedererrichtet, in denen der Betrieb der Krupp-Krankenanstalten bis in die 1970er Jahre als Provisorium aufrechterhalten wurde. Jedoch waren die Gegebenheiten meist ungeeignet. So waren die Zimmer klein und die Betten passten nicht durch Türen. Dennoch gab es eine Chirurgie, eine Klinik für Inneres, eine HNO-Abteilung, eine Augen- und eine Kieferklinik sowie zwei Röntgenabteilungen und Heilbäder.

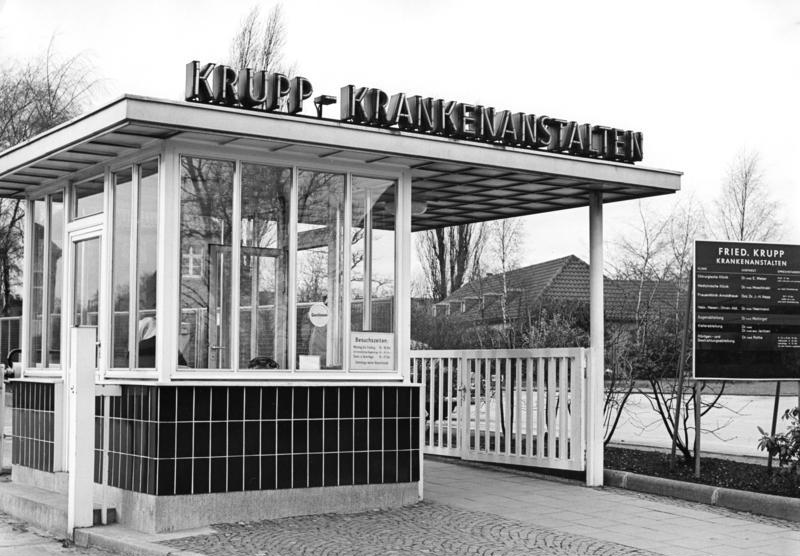
Krupp-Krankenanstalten 1960, Pförtnerhaus in der Siedlung Altenhof
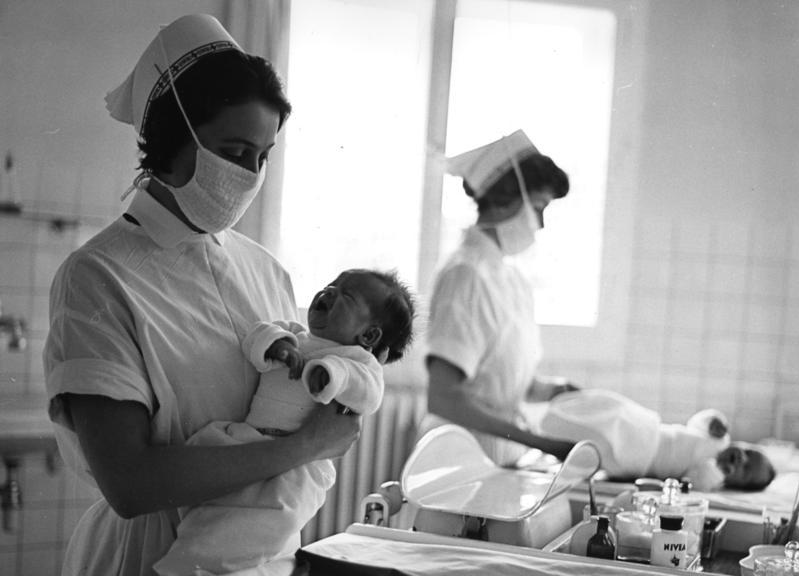
Hebammen, Schwestern mit Babys auf der Entbindungsstation im Krupp-Krankenhaus, 1960

### Krankenhaus-Neubau in Rüttenscheid
Alfried Krupp von Bohlen und Halbach, der letzte Alleininhaber der Firma Krupp, gab 1963 die Planung für den Neubau eines Krankenhauses in Auftrag. Zur Verwirklichung dieser Pläne kam es jedoch nicht mehr, da er 1967 starb. Danach ruhte das Projekt, bis 1969 sein Generalbevollmächtigter Berthold Beitz, als Kuratoriums-Vorsitzender der 1968 gegründeten Alfried Krupp von Bohlen und Halbach-Stiftung, einen Neubau nach neuesten medizinischen Kenntnissen am Altenhof beschloss. Es gab jedoch zunächst ein Angebot der Stadt Essen, das Krankenhaus für eine symbolische D-Mark zu übernehmen. 1971 ging die Trägerschaft des Unternehmens Krupp an die Stiftung über, so auch die des Krankenhauses, denn Beitz lehnte das Angebot der Stadt ab.
Mitte der 1970er Jahre wurden in der Siedlung Altenhof die alten Gebäude abgerissen, lediglich vier heute sogenannte Pfründnerhäuser blieben bestehen. Darauf folgte am 2. Mai 1977 mit einer Rede von Berthold Beitz die Grundsteinlegung für den rund 80 Millionen D-Mark teuren Neubau des Krankenhauses. Es wurde am 20. August 1980 eröffnet und trägt seitdem den Namen des letzten Alleininhabers der Firma Krupp, Alfried Krupp. Zu dieser Zeit galt es als modernste Klinik der Region. Man begann mit knapp 800 Mitarbeitern in einem Haus mit 560 Betten und elf Kliniken. Beitz, der ein „Klassekrankenhaus“ bauen wollte, machte den Neubau zu seiner persönlichen Angelegenheit. An die Ärzte gewandt, sagte er, dass die eigentlichen Arbeitgeber des medizinischen und Pflegepersonals die Patienten in den Betten seien. Einen zeitgenössischen Kommentator erinnerte das Foyer an ein „Luxushotel“, besonders bemerkenswert fand, dass er frei von „Äther und Formalindämpfen“ sei. Die Planung des Neubaus stammte vom Architekturbüro Wörner + Partner, das 2008 das Krankenhaus sanierte und mit einem ambulanten Operationszentrum, Hörsälen sowie einem Ärztehaus ergänzte.

## Heutiger Krankenhausbetrieb

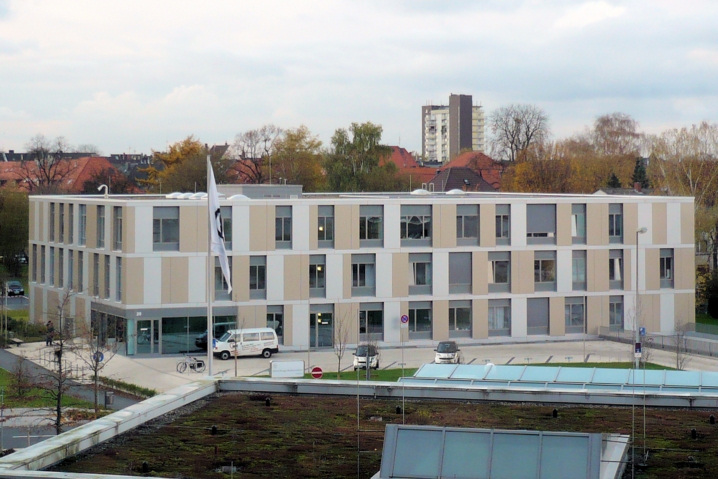
Ärztehaus, 2008 errichtet

Im Alfried Krupp Krankenhaus als akademischem Lehrkrankenhaus der Universität Duisburg-Essen gibt es an zwei Häusern in Essen-Rüttenscheid und Essen-Steele insgesamt 15 medizinische Kliniken, die sich in Anästhesie, Allgemein- und Viszeralchirurgie, Gastroenterologie, Gefäßmedizin, Hals-Nasen-Ohren (HNO), Hämatologie und Onkologie, Kardiologie, Nephrologie, Neurochirurgie, Neurologie, Orthopädie, Pneumologie, Plastische Chirurgie, Radiologie und Neuroradiologie, Radioonkologie, Unfallchirurgie und Urologie aufteilen.
Es werden in Rüttenscheid 573 Planbetten gezählt und in Steele 320. 2015 wurden im Haus in Rüttenscheid über 26.000 Patienten stationär behandelt und rund 118.000 ambulante Behandlungen vorgenommen. Im Haus in Essen-Steele waren es 2022 insgesamt 9.874 stationäre und 23.331 ambulante Fälle. Die heute rund 2.400 Mitarbeiter betreuen den ärztlichen Dienst, die Pflege, die Medizintechnik, den Versorgungsdienst, die Technik und die Verwaltung. Am Haus besteht eine Kindertagesstätte mit etwa 100 Betreuungsplätzen. Ausbildungsplätze werden in den drei Ausbildungsstätten Pflegeschule, OTA-Schule und Physiotherapieschule sowie im Haus als MFA und FMA angeboten. In Kooperation mit dem Bildungszentrum für Gesundheitsfachberufe (BfG) der Kaiserswerther Diakonie werden Anästhesietechnische Assistenten (ATA) ausgebildet, in Kooperation mit der MTA-Schule des Klinikum Lüdenscheid Medizinische Technologen für Radiologie. Neben einem Schwesternwohnheim gehören auch 86 Mietwohnungen zum Krankenhaus.
Die Alfried Krupp von Bohlen und Halbach-Stiftung ist Alleingesellschafterin der Alfried Krupp von Bohlen und Halbach Krankenhaus gGmbH.
Zum 30. Juni 2022 wurde die Frauenklinik (Gynäkologie und Geburtshilfe) des Alfried Krupp Krankenhauses Rüttenscheid aus wirtschaftlichen Gründen endgültig geschlossen.

### Verbund mit dem Lutherkrankenhaus Steele
Seit November 2004 kooperierten das Alfried Krupp Krankenhaus in Rüttenscheid und das damals sogenannte Evangelische Krankenhaus Lutherhaus in Steele. Beide Häuser blieben rechtlich selbständig, medizinisch und wirtschaftlich aber wuchsen sie zusammen.
Zum 1. Januar 2008 erwarb die Alfried Krupp von Bohlen und Halbach Krankenhaus gGmbH alle Geschäftsanteile der Evangelisches Krankenhaus Lutherhaus gGmbH in Steele. Der Verbund beider Krankenhäuser erhielt zunächst den Namen Alfried Krupp Klinikum Essen, wobei beide bisherigen Kliniknamen als Zusatz geführt wurden.
Seit dem 1. Oktober 2008 lautet der einheitliche Name für beide Kliniken Alfried Krupp Krankenhaus, als Namenszusatz werden die Stadtteile genannt, in denen sich die Klinikstandorte befinden: Alfried Krupp Krankenhaus Rüttenscheid und Alfried Krupp Krankenhaus Steele. Rechtlich bleiben die beiden Krankenhausträger als eigenständige Gesellschaften bestehen.